# Distretto di Zhoucun
Il distretto di Zhoucun (周村区S, Zhōucūn QūP) è un distretto della Cina, situato nella provincia dello Shandong e amministrato dalla prefettura di Zibo.